# Вуэльта Испании 2025
Вуэльта Испании 2025 — 80-я шоссейная веломногодневка по дорогам Испании, Франции, Андорры и Италии. Гонка пройдёт с 23 августа по 14 сентября 2025 года в рамках Мирового тура UCI 2025.

## Участники
| UCI WorldTeams (18)- Alpecin-Deceuninck - Arkéa-B&B Hotels - Bahrain-Victorious - Cofidis - Decathlon AG2R La Mondiale Team - EF Education-EasyPost - Groupama-FDJ - Ineos Grenadiers - Intermarché-Wanty - Lidl-Trek - Movistar Team - Red Bull-BORA-hansgrohe - Soudal Quick-Step - Team Jayco AlUla - Team Picnic-PostNL - Team Visma \| Lease a Bike - UAE Team Emirates XRG - XDS Astana Team UCI ProTeams (5)- Burgos-Burpellet-BH - Caja Rural-Seguros RGA - Q36.5 Pro Cycling Team - Israel-Premier Tech - Lotto |
| |

## Маршрут
Старт будет дан в Венария-Реале (Пьемонт, Италия), а завершится гонка в Мадриде. Общая протяжённость маршрута составит 3138 километров, и он будет включать в себя 21 этап. Среди них — 3 этапа на пересечённой местности с финишем в гору, 4 этапа на равнине, 1 этап на равнине с финишем в гору, 6 холмистых этапов, 5 этапов в горах, а также 1 индивидуальную гонку на время и 1 командную гонку на время. Также предусмотрены два дня отдыха.
| Этап | Дата   | Маршрут                                         | type                    | Длина (км) | Победитель | Лидер генеральной классификации |
| ---- | ------ | ----------------------------------------------- | ----------------------- | ---------- | ---------- | ------------------------------- |
| 1    | 23 авг | Palace of Venaria – Новара                      | равнинный               | 183        |            |                                 |
| 2    | 24 авг | Альба – Лимоне-Пьемонте                         | равнинный               | 157        |            |                                 |
| 3    | 25 авг | Сан-Маурицио-Канавезе – Черес                   | среднегорный            | 139        |            |                                 |
| 4    | 26 авг | Суза – Вуарон                                   | среднегорный            | 192        |            |                                 |
| 5    | 27 авг | Фигерес – Фигерес                               | командная разделка      | 20         |            |                                 |
| 6    | 28 авг | Олот – Паль                                     | горный                  | 171        |            |                                 |
| 7    | 29 авг | Андорра-ла-Велья – Cerler                       | горный                  | 187        |            |                                 |
| 8    | 30 авг | Monzón Castle – Сарагоса                        | равнинный               | 158        |            |                                 |
| 9    | 31 авг | Альфаро – Valdezcaray                           | холмистый               | 195        |            |                                 |
|      | 1 сен  | День отдыха                                     | День отдыха             |            |            |                                 |
| 10   | 2 сен  | Sendaviva – Larra-Belagua                       | равнинный               | 168        |            |                                 |
| 11   | 3 сен  | Бильбао – Бильбао                               | среднегорный            | 167        |            |                                 |
| 12   | 4 сен  | Ларедо – Лос-Корралес-де-Буэльна                | среднегорный            | 143        |            |                                 |
| 13   | 5 сен  | Кабесон-де-ла-Саль – Англиру                    | горный                  | 202        |            |                                 |
| 14   | 6 сен  | Авилес – Alto de la Farrapona                   | горный                  | 135        |            |                                 |
| 15   | 7 сен  | Вегадео – Монфорте-де-Лемос                     | среднегорный            | 167        |            |                                 |
|      | 8 сен  | День отдыха                                     | День отдыха             |            |            |                                 |
| 16   | 9 сен  | Пойо – Мос                                      | среднегорный            | 172        |            |                                 |
| 17   | 10 сен | Эль-Барко-де-Вальдеоррас – Puerto del Morredero | среднегорный            | 143        |            |                                 |
| 18   | 11 сен | Вальядолид – Вальядолид                         | индивидуальная разделка | 26         |            |                                 |
| 19   | 12 сен | Руэда – Гихуэло                                 | равнинный               | 159        |            |                                 |
| 20   | 13 сен | Робледо-де-Чавела – Bola del Mundo              | горный                  | 156        |            |                                 |
| 21   | 14 сен | Вальдеольмос-Алальпардо – Мадрид                | равнинный               | 101        |            |                                 |

## Ход гонки

### Этап 1
| Palace of Venaria - Новара | равнинный | (183 км) |

| \| Результаты этапа \| Результаты этапа \| Результаты этапа \| Результаты этапа \| Результаты этапа \| \| Гонщик \| Гонщик \| Команда \| Время \| \| \| ---------------- \| ---------------- \| ---------------- \| ---------------- \| ---------------- \| |        |         |       |
| |        |         |       |
| |        |         |       |
| Результаты этапа |        |         |       |
| Гонщик | Гонщик | Команда | Время |

| \| Генеральная классификация \| Генеральная классификация \| Генеральная классификация \| Генеральная классификация \| Генеральная классификация \| \| Гонщик \| Гонщик \| Команда \| Время \| \| \| ------------------------- \| ------------------------- \| ------------------------- \| ------------------------- \| ------------------------- \| |        |         |       |
| |        |         |       |
| |        |         |       |
| Генеральная классификация |        |         |       |
| Гонщик | Гонщик | Команда | Время |

### Этап 2
| Альба - Лимоне-Пьемонте | равнинный | (157 км) |

| \| Результаты этапа \| Результаты этапа \| Результаты этапа \| Результаты этапа \| Результаты этапа \| \| Гонщик \| Гонщик \| Команда \| Время \| \| \| ---------------- \| ---------------- \| ---------------- \| ---------------- \| ---------------- \| |        |         |       |
| |        |         |       |
| |        |         |       |
| Результаты этапа |        |         |       |
| Гонщик | Гонщик | Команда | Время |

| \| Генеральная классификация \| Генеральная классификация \| Генеральная классификация \| Генеральная классификация \| Генеральная классификация \| \| Гонщик \| Гонщик \| Команда \| Время \| \| \| ------------------------- \| ------------------------- \| ------------------------- \| ------------------------- \| ------------------------- \| |        |         |       |
| |        |         |       |
| |        |         |       |
| Генеральная классификация |        |         |       |
| Гонщик | Гонщик | Команда | Время |

### Этап 3
| Сан-Маурицио-Канавезе - Черес | среднегорный | (139 км) |

| \| Результаты этапа \| Результаты этапа \| Результаты этапа \| Результаты этапа \| Результаты этапа \| \| Гонщик \| Гонщик \| Команда \| Время \| \| \| ---------------- \| ---------------- \| ---------------- \| ---------------- \| ---------------- \| |        |         |       |
| |        |         |       |
| |        |         |       |
| Результаты этапа |        |         |       |
| Гонщик | Гонщик | Команда | Время |

| \| Генеральная классификация \| Генеральная классификация \| Генеральная классификация \| Генеральная классификация \| Генеральная классификация \| \| Гонщик \| Гонщик \| Команда \| Время \| \| \| ------------------------- \| ------------------------- \| ------------------------- \| ------------------------- \| ------------------------- \| |        |         |       |
| |        |         |       |
| |        |         |       |
| Генеральная классификация |        |         |       |
| Гонщик | Гонщик | Команда | Время |

### Этап 4
| Суза - Вуарон | среднегорный | (192 км) |

| \| Результаты этапа \| Результаты этапа \| Результаты этапа \| Результаты этапа \| Результаты этапа \| \| Гонщик \| Гонщик \| Команда \| Время \| \| \| ---------------- \| ---------------- \| ---------------- \| ---------------- \| ---------------- \| |        |         |       |
| |        |         |       |
| |        |         |       |
| Результаты этапа |        |         |       |
| Гонщик | Гонщик | Команда | Время |

| \| Генеральная классификация \| Генеральная классификация \| Генеральная классификация \| Генеральная классификация \| Генеральная классификация \| \| Гонщик \| Гонщик \| Команда \| Время \| \| \| ------------------------- \| ------------------------- \| ------------------------- \| ------------------------- \| ------------------------- \| |        |         |       |
| |        |         |       |
| |        |         |       |
| Генеральная классификация |        |         |       |
| Гонщик | Гонщик | Команда | Время |

### Этап 5
| Фигерес - Фигерес | командная разделка | (20 км) |

| \| Результаты этапа \| Результаты этапа \| Результаты этапа \| Результаты этапа \| Результаты этапа \| \| Гонщик \| Гонщик \| Команда \| Время \| \| \| ---------------- \| ---------------- \| ---------------- \| ---------------- \| ---------------- \| |        |         |       |
| |        |         |       |
| |        |         |       |
| Результаты этапа |        |         |       |
| Гонщик | Гонщик | Команда | Время |

| \| Генеральная классификация \| Генеральная классификация \| Генеральная классификация \| Генеральная классификация \| Генеральная классификация \| \| Гонщик \| Гонщик \| Команда \| Время \| \| \| ------------------------- \| ------------------------- \| ------------------------- \| ------------------------- \| ------------------------- \| |        |         |       |
| |        |         |       |
| |        |         |       |
| Генеральная классификация |        |         |       |
| Гонщик | Гонщик | Команда | Время |

### Этап 6
| Олот - Паль | горный | (171 км) |

| \| Результаты этапа \| Результаты этапа \| Результаты этапа \| Результаты этапа \| Результаты этапа \| \| Гонщик \| Гонщик \| Команда \| Время \| \| \| ---------------- \| ---------------- \| ---------------- \| ---------------- \| ---------------- \| |        |         |       |
| |        |         |       |
| |        |         |       |
| Результаты этапа |        |         |       |
| Гонщик | Гонщик | Команда | Время |

| \| Генеральная классификация \| Генеральная классификация \| Генеральная классификация \| Генеральная классификация \| Генеральная классификация \| \| Гонщик \| Гонщик \| Команда \| Время \| \| \| ------------------------- \| ------------------------- \| ------------------------- \| ------------------------- \| ------------------------- \| |        |         |       |
| |        |         |       |
| |        |         |       |
| Генеральная классификация |        |         |       |
| Гонщик | Гонщик | Команда | Время |

### Этап 7
| Андорра-ла-Велья - Cerler | горный | (187 км) |

| \| Результаты этапа \| Результаты этапа \| Результаты этапа \| Результаты этапа \| Результаты этапа \| \| Гонщик \| Гонщик \| Команда \| Время \| \| \| ---------------- \| ---------------- \| ---------------- \| ---------------- \| ---------------- \| |        |         |       |
| |        |         |       |
| |        |         |       |
| Результаты этапа |        |         |       |
| Гонщик | Гонщик | Команда | Время |

| \| Генеральная классификация \| Генеральная классификация \| Генеральная классификация \| Генеральная классификация \| Генеральная классификация \| \| Гонщик \| Гонщик \| Команда \| Время \| \| \| ------------------------- \| ------------------------- \| ------------------------- \| ------------------------- \| ------------------------- \| |        |         |       |
| |        |         |       |
| |        |         |       |
| Генеральная классификация |        |         |       |
| Гонщик | Гонщик | Команда | Время |

### Этап 8
| Monzón Castle - Сарагоса | равнинный | (158 км) |

| \| Результаты этапа \| Результаты этапа \| Результаты этапа \| Результаты этапа \| Результаты этапа \| \| Гонщик \| Гонщик \| Команда \| Время \| \| \| ---------------- \| ---------------- \| ---------------- \| ---------------- \| ---------------- \| |        |         |       |
| |        |         |       |
| |        |         |       |
| Результаты этапа |        |         |       |
| Гонщик | Гонщик | Команда | Время |

| \| Генеральная классификация \| Генеральная классификация \| Генеральная классификация \| Генеральная классификация \| Генеральная классификация \| \| Гонщик \| Гонщик \| Команда \| Время \| \| \| ------------------------- \| ------------------------- \| ------------------------- \| ------------------------- \| ------------------------- \| |        |         |       |
| |        |         |       |
| |        |         |       |
| Генеральная классификация |        |         |       |
| Гонщик | Гонщик | Команда | Время |

### Этап 9
| Альфаро - Valdezcaray | холмистый | (195 км) |

| \| Результаты этапа \| Результаты этапа \| Результаты этапа \| Результаты этапа \| Результаты этапа \| \| Гонщик \| Гонщик \| Команда \| Время \| \| \| ---------------- \| ---------------- \| ---------------- \| ---------------- \| ---------------- \| |        |         |       |
| |        |         |       |
| |        |         |       |
| Результаты этапа |        |         |       |
| Гонщик | Гонщик | Команда | Время |

| \| Генеральная классификация \| Генеральная классификация \| Генеральная классификация \| Генеральная классификация \| Генеральная классификация \| \| Гонщик \| Гонщик \| Команда \| Время \| \| \| ------------------------- \| ------------------------- \| ------------------------- \| ------------------------- \| ------------------------- \| |        |         |       |
| |        |         |       |
| |        |         |       |
| Генеральная классификация |        |         |       |
| Гонщик | Гонщик | Команда | Время |

### Этап 10
| Sendaviva - Larra-Belagua | равнинный | (168 км) |

| \| Результаты этапа \| Результаты этапа \| Результаты этапа \| Результаты этапа \| Результаты этапа \| \| Гонщик \| Гонщик \| Команда \| Время \| \| \| ---------------- \| ---------------- \| ---------------- \| ---------------- \| ---------------- \| |        |         |       |
| |        |         |       |
| |        |         |       |
| Результаты этапа |        |         |       |
| Гонщик | Гонщик | Команда | Время |

| \| Генеральная классификация \| Генеральная классификация \| Генеральная классификация \| Генеральная классификация \| Генеральная классификация \| \| Гонщик \| Гонщик \| Команда \| Время \| \| \| ------------------------- \| ------------------------- \| ------------------------- \| ------------------------- \| ------------------------- \| |        |         |       |
| |        |         |       |
| |        |         |       |
| Генеральная классификация |        |         |       |
| Гонщик | Гонщик | Команда | Время |

### Этап 11
| Бильбао - Бильбао | среднегорный | (167 км) |

| \| Результаты этапа \| Результаты этапа \| Результаты этапа \| Результаты этапа \| Результаты этапа \| \| Гонщик \| Гонщик \| Команда \| Время \| \| \| ---------------- \| ---------------- \| ---------------- \| ---------------- \| ---------------- \| |        |         |       |
| |        |         |       |
| |        |         |       |
| Результаты этапа |        |         |       |
| Гонщик | Гонщик | Команда | Время |

| \| Генеральная классификация \| Генеральная классификация \| Генеральная классификация \| Генеральная классификация \| Генеральная классификация \| \| Гонщик \| Гонщик \| Команда \| Время \| \| \| ------------------------- \| ------------------------- \| ------------------------- \| ------------------------- \| ------------------------- \| |        |         |       |
| |        |         |       |
| |        |         |       |
| Генеральная классификация |        |         |       |
| Гонщик | Гонщик | Команда | Время |

### Этап 12
| Ларедо - Лос-Корралес-де-Буэльна | среднегорный | (143 км) |

| \| Результаты этапа \| Результаты этапа \| Результаты этапа \| Результаты этапа \| Результаты этапа \| \| Гонщик \| Гонщик \| Команда \| Время \| \| \| ---------------- \| ---------------- \| ---------------- \| ---------------- \| ---------------- \| |        |         |       |
| |        |         |       |
| |        |         |       |
| Результаты этапа |        |         |       |
| Гонщик | Гонщик | Команда | Время |

| \| Генеральная классификация \| Генеральная классификация \| Генеральная классификация \| Генеральная классификация \| Генеральная классификация \| \| Гонщик \| Гонщик \| Команда \| Время \| \| \| ------------------------- \| ------------------------- \| ------------------------- \| ------------------------- \| ------------------------- \| |        |         |       |
| |        |         |       |
| |        |         |       |
| Генеральная классификация |        |         |       |
| Гонщик | Гонщик | Команда | Время |

### Этап 13
| Кабесон-де-ла-Саль - Англиру | горный | (202 км) |

| \| Результаты этапа \| Результаты этапа \| Результаты этапа \| Результаты этапа \| Результаты этапа \| \| Гонщик \| Гонщик \| Команда \| Время \| \| \| ---------------- \| ---------------- \| ---------------- \| ---------------- \| ---------------- \| |        |         |       |
| |        |         |       |
| |        |         |       |
| Результаты этапа |        |         |       |
| Гонщик | Гонщик | Команда | Время |

| \| Генеральная классификация \| Генеральная классификация \| Генеральная классификация \| Генеральная классификация \| Генеральная классификация \| \| Гонщик \| Гонщик \| Команда \| Время \| \| \| ------------------------- \| ------------------------- \| ------------------------- \| ------------------------- \| ------------------------- \| |        |         |       |
| |        |         |       |
| |        |         |       |
| Генеральная классификация |        |         |       |
| Гонщик | Гонщик | Команда | Время |

### Этап 14
| Авилес - Alto de la Farrapona | горный | (135 км) |

| \| Результаты этапа \| Результаты этапа \| Результаты этапа \| Результаты этапа \| Результаты этапа \| \| Гонщик \| Гонщик \| Команда \| Время \| \| \| ---------------- \| ---------------- \| ---------------- \| ---------------- \| ---------------- \| |        |         |       |
| |        |         |       |
| |        |         |       |
| Результаты этапа |        |         |       |
| Гонщик | Гонщик | Команда | Время |

| \| Генеральная классификация \| Генеральная классификация \| Генеральная классификация \| Генеральная классификация \| Генеральная классификация \| \| Гонщик \| Гонщик \| Команда \| Время \| \| \| ------------------------- \| ------------------------- \| ------------------------- \| ------------------------- \| ------------------------- \| |        |         |       |
| |        |         |       |
| |        |         |       |
| Генеральная классификация |        |         |       |
| Гонщик | Гонщик | Команда | Время |

### Этап 15
| Вегадео - Монфорте-де-Лемос | среднегорный | (167 км) |

| \| Результаты этапа \| Результаты этапа \| Результаты этапа \| Результаты этапа \| Результаты этапа \| \| Гонщик \| Гонщик \| Команда \| Время \| \| \| ---------------- \| ---------------- \| ---------------- \| ---------------- \| ---------------- \| |        |         |       |
| |        |         |       |
| |        |         |       |
| Результаты этапа |        |         |       |
| Гонщик | Гонщик | Команда | Время |

| \| Генеральная классификация \| Генеральная классификация \| Генеральная классификация \| Генеральная классификация \| Генеральная классификация \| \| Гонщик \| Гонщик \| Команда \| Время \| \| \| ------------------------- \| ------------------------- \| ------------------------- \| ------------------------- \| ------------------------- \| |        |         |       |
| |        |         |       |
| |        |         |       |
| Генеральная классификация |        |         |       |
| Гонщик | Гонщик | Команда | Время |

### Этап 16
| Пойо - Мос | среднегорный | (172 км) |

| \| Результаты этапа \| Результаты этапа \| Результаты этапа \| Результаты этапа \| Результаты этапа \| \| Гонщик \| Гонщик \| Команда \| Время \| \| \| ---------------- \| ---------------- \| ---------------- \| ---------------- \| ---------------- \| |        |         |       |
| |        |         |       |
| |        |         |       |
| Результаты этапа |        |         |       |
| Гонщик | Гонщик | Команда | Время |

| \| Генеральная классификация \| Генеральная классификация \| Генеральная классификация \| Генеральная классификация \| Генеральная классификация \| \| Гонщик \| Гонщик \| Команда \| Время \| \| \| ------------------------- \| ------------------------- \| ------------------------- \| ------------------------- \| ------------------------- \| |        |         |       |
| |        |         |       |
| |        |         |       |
| Генеральная классификация |        |         |       |
| Гонщик | Гонщик | Команда | Время |

### Этап 17
| Эль-Барко-де-Вальдеоррас - Puerto del Morredero | среднегорный | (143 км) |

| \| Результаты этапа \| Результаты этапа \| Результаты этапа \| Результаты этапа \| Результаты этапа \| \| Гонщик \| Гонщик \| Команда \| Время \| \| \| ---------------- \| ---------------- \| ---------------- \| ---------------- \| ---------------- \| |        |         |       |
| |        |         |       |
| |        |         |       |
| Результаты этапа |        |         |       |
| Гонщик | Гонщик | Команда | Время |

| \| Генеральная классификация \| Генеральная классификация \| Генеральная классификация \| Генеральная классификация \| Генеральная классификация \| \| Гонщик \| Гонщик \| Команда \| Время \| \| \| ------------------------- \| ------------------------- \| ------------------------- \| ------------------------- \| ------------------------- \| |        |         |       |
| |        |         |       |
| |        |         |       |
| Генеральная классификация |        |         |       |
| Гонщик | Гонщик | Команда | Время |

### Этап 18
| Вальядолид - Вальядолид | индивидуальная разделка | (26 км) |

| \| Результаты этапа \| Результаты этапа \| Результаты этапа \| Результаты этапа \| Результаты этапа \| \| Гонщик \| Гонщик \| Команда \| Время \| \| \| ---------------- \| ---------------- \| ---------------- \| ---------------- \| ---------------- \| |        |         |       |
| |        |         |       |
| |        |         |       |
| Результаты этапа |        |         |       |
| Гонщик | Гонщик | Команда | Время |

| \| Генеральная классификация \| Генеральная классификация \| Генеральная классификация \| Генеральная классификация \| Генеральная классификация \| \| Гонщик \| Гонщик \| Команда \| Время \| \| \| ------------------------- \| ------------------------- \| ------------------------- \| ------------------------- \| ------------------------- \| |        |         |       |
| |        |         |       |
| |        |         |       |
| Генеральная классификация |        |         |       |
| Гонщик | Гонщик | Команда | Время |

### Этап 19
| Руэда - Гихуэло | равнинный | (159 км) |

| \| Результаты этапа \| Результаты этапа \| Результаты этапа \| Результаты этапа \| Результаты этапа \| \| Гонщик \| Гонщик \| Команда \| Время \| \| \| ---------------- \| ---------------- \| ---------------- \| ---------------- \| ---------------- \| |        |         |       |
| |        |         |       |
| |        |         |       |
| Результаты этапа |        |         |       |
| Гонщик | Гонщик | Команда | Время |

| \| Генеральная классификация \| Генеральная классификация \| Генеральная классификация \| Генеральная классификация \| Генеральная классификация \| \| Гонщик \| Гонщик \| Команда \| Время \| \| \| ------------------------- \| ------------------------- \| ------------------------- \| ------------------------- \| ------------------------- \| |        |         |       |
| |        |         |       |
| |        |         |       |
| Генеральная классификация |        |         |       |
| Гонщик | Гонщик | Команда | Время |

### Этап 20
| Робледо-де-Чавела - Bola del Mundo | горный | (156 км) |

| \| Результаты этапа \| Результаты этапа \| Результаты этапа \| Результаты этапа \| Результаты этапа \| \| Гонщик \| Гонщик \| Команда \| Время \| \| \| ---------------- \| ---------------- \| ---------------- \| ---------------- \| ---------------- \| |        |         |       |
| |        |         |       |
| |        |         |       |
| Результаты этапа |        |         |       |
| Гонщик | Гонщик | Команда | Время |

| \| Генеральная классификация \| Генеральная классификация \| Генеральная классификация \| Генеральная классификация \| Генеральная классификация \| \| Гонщик \| Гонщик \| Команда \| Время \| \| \| ------------------------- \| ------------------------- \| ------------------------- \| ------------------------- \| ------------------------- \| |        |         |       |
| |        |         |       |
| |        |         |       |
| Генеральная классификация |        |         |       |
| Гонщик | Гонщик | Команда | Время |

### Этап 21
| Вальдеольмос-Алальпардо - Мадрид | равнинный | (101 км) |

| \| Результаты этапа \| Результаты этапа \| Результаты этапа \| Результаты этапа \| Результаты этапа \| \| Гонщик \| Гонщик \| Команда \| Время \| \| \| ---------------- \| ---------------- \| ---------------- \| ---------------- \| ---------------- \| |        |         |       |
| |        |         |       |
| |        |         |       |
| Результаты этапа |        |         |       |
| Гонщик | Гонщик | Команда | Время |

## Лидеры классификаций
| Этап |                         |
| ---- | ----------------------- |
| 1    | равнинный               |
| 2    | равнинный               |
| 3    | среднегорный            |
| 4    | среднегорный            |
| 5    | командная разделка      |
| 6    | горный                  |
| 7    | горный                  |
| 8    | равнинный               |
| 9    | холмистый               |
| 10   | равнинный               |
| 11   | среднегорный            |
| 12   | среднегорный            |
| 13   | горный                  |
| 14   | горный                  |
| 15   | среднегорный            |
| 16   | среднегорный            |
| 17   | среднегорный            |
| 18   | индивидуальная разделка |
| 19   | равнинный               |
| 20   | горный                  |
| 21   | равнинный               |
| Итог |                         |

## Итоговое положение
| \| Генеральная классификация \| Генеральная классификация \| Генеральная классификация \| Генеральная классификация \| Генеральная классификация \| \| Гонщик \| Гонщик \| Команда \| Время \| \| \| ------------------------- \| ------------------------- \| ------------------------- \| ------------------------- \| ------------------------- \| |        |         |       |
| |        |         |       |
| Источник: ProCyclingStats |        |         |       |
| Генеральная классификация |        |         |       |
| Гонщик | Гонщик | Команда | Время |

| Горная классификация | Горная классификация | Горная классификация | Горная классификация | Горная классификация |
| Гонщик               | Гонщик               | Команда              | Очки                 |                      |
| -------------------- | -------------------- | -------------------- | -------------------- | -------------------- |

| Горная классификация | Горная классификация | Горная классификация | Горная классификация | Горная классификация |
| Гонщик               | Гонщик               | Команда              | Очки                 |                      |
| -------------------- | -------------------- | -------------------- | -------------------- | -------------------- |

| Очковая классификация | Очковая классификация | Очковая классификация | Очковая классификация | Очковая классификация |
| Гонщик                | Гонщик                | Команда               | Очки                  |                       |
| --------------------- | --------------------- | --------------------- | --------------------- | --------------------- |

| Очковая классификация | Очковая классификация | Очковая классификация | Очковая классификация | Очковая классификация |
| Гонщик                | Гонщик                | Команда               | Очки                  |                       |
| --------------------- | --------------------- | --------------------- | --------------------- | --------------------- |

| Молодёжная классификация | Молодёжная классификация | Молодёжная классификация | Молодёжная классификация | Молодёжная классификация |
| Гонщик                   | Гонщик                   | Команда                  | Время                    |                          |
| ------------------------ | ------------------------ | ------------------------ | ------------------------ | ------------------------ |

| Молодёжная классификация | Молодёжная классификация | Молодёжная классификация | Молодёжная классификация | Молодёжная классификация |
| Гонщик                   | Гонщик                   | Команда                  | Время                    |                          |
| ------------------------ | ------------------------ | ------------------------ | ------------------------ | ------------------------ |

| Командная классификация по времени | Командная классификация по времени | Командная классификация по времени | Командная классификация по времени |
| Команда                            | Команда                            | Время                              |                                    |
| ---------------------------------- | ---------------------------------- | ---------------------------------- | ---------------------------------- |

| Командная классификация по времени | Командная классификация по времени | Командная классификация по времени | Командная классификация по времени |
| Команда                            | Команда                            | Время                              |                                    |
| ---------------------------------- | ---------------------------------- | ---------------------------------- | ---------------------------------- |